# Namensgebet
Das Namensgebet ist eine Gebets- oder Meditationsform, in welcher durch beständige Anrufung göttlicher Namen eine Annäherung an Gott oder eine Vergegenwärtigung Gottes erreicht werden soll. Im Christentum ist in diesem Zusammenhang insbesondere das Jesusgebet von Bedeutung, im Amitabha-Buddhismus die Übung des Nembutsu und im Hinduismus das Nama-Japa auch bekannt als Namasmarana.